# Brachstedt
Brachstedt is een plaats en voormalige gemeente in de Duitse deelstaat Saksen-Anhalt, en maakt deel uit van de Saalekreis.
Brachstedt telt 934 inwoners.